# Kyselina glukarová
Kyselina glukarová (glukarát, kyselina sacharová) je derivátem glukózy, u kterého jsou oba koncové uhlíkové atomy (C1 a C6) oxidovány na karboxylové skupiny (patří tedy mezi aldarové kyseliny). Připravuje se oxidací glukózy kyselinou dusičnou.
Soli této kyseliny se nazývají glukaráty.